# Valentín Ferdinándovich Asmus
Valentín Ferdinándovich Asmus (en ruso: Валенти́н Фердина́ндович А́смус) o Valentín Asmus (Kiev, 1894-Moscú, 1975) fue un filósofo ucraniano que perteneció a un pequeño grupo que continuó con la tradición clásica de la filosofía europea tras la llegada del período comunista. 
Fue un pensador independiente y un marxista heterodoxo, interesado en la historia de la filosofía y la estética. 
Se graduó en Filosofía en la Universidad de Kiev en 1919 y se trasladó a Moscú en 1927.
Durante este período atacó las teorías de William James. 
A mediados de la década de 1920 era un teórico del constructivismo epistemológico literario.
A través de su esposa Irina se hizo amigo de Borís Pasternak hacia 1931.  
Su principal obra Marx y el historicismo burgués (1933) estuvo influida por György Lukács. 
Hasta este momento era un oponente de la lógica formal, pero cambió de opinión y escribió un libro de texto al respecto. Se cuenta la anécdota de que Iósif Stalin lo convocó para que diera conferencias de lógica a los generales del Ejército Rojo. 
Fue profesor en la Universidad Estatal de Moscú desde 1942 hasta 1972.  
En la década de 1960 publicó una edición comentada de las obras de Platón con Alekséi Lósev (Aleksei Losev). Fuera de la Unión Soviética, Valentín Asmus es conocido por sus contribuciones al estudio filosófico de Immanuel Kant.

## Obras
- Диалектика Канта и Логика (Dialéctica y Lógica de Kant) (1924)
- Диалектика Канта (Dialéctica de Kant) (1930)
- Логика (Lógica) (1947)
- Учение логика о доказатељстве и опровержении (1954)
- Учение о непосредственном знании в истории философии нового времени (1955)
- Декарт (Descartes) (1956)